# Étiquette (biologie)
Pour les articles homonymes, voir Étiquette.
En biologie moléculaire, une étiquette, ou un tag, est une courte séquence d'acides aminés, parfois d'acides nucléiques. Pour ajouter cette étiquette composée d'acides aminés ou nucléiques dans une protéine, on peut par exemple ajouter la séquence nucléotidique correspondante à la séquence d'acides aminés à l'extrémité de la séquence du gène permettant de produire une protéine d'intérêt. Ces séquences sont ajoutées grâce au génie génétique dans le but de détecter la présence de la protéine, ou encore de faciliter sa purification ou sa solubilisation. Lorsqu'il s'agit d'acides nucléiques, ce terme désigne de courtes séquences représentatives d'un gène ou d'un ARN messager, comme les EST, « expressed sequence tag ».
Les étiquettes de chromatographie sont utilisées pour permettre à la protéine de s'accrocher à la résine (la phase stationnaire) d'une chromatographie et ainsi retenir la protéine. Celles-ci consistent souvent en acides aminés polyanioniques.
Les épitopes peuvent aussi être utilisés comme des étiquettes : l'ajout d'une étiquette de ce type permet de rendre la protéine d’intérêt immuno-réactive à un anticorps connu. Ce sont des séquences courtes d'acides aminés. Ce procédé permet notamment de localiser les protéines recombinantes in vivo à l'échelle de la cellule et subcellulaire. Ils ont l'avantage de permettre de distinguer la protéine d’intérêt d'autres produits de gènes similaires qui ne peuvent généralement pas être distingués avec des anticorps conventionnels et peu spécifiques.  On peut utiliser cette technique dans un procédé de co-immunoprécipitation ce qui permet de précipiter le complexe protéique dont fait partie la protéine taguée pour pouvoir détecter leur présence et les étudier. Il est aussi possible de s'en servir pour les analyses de Western Blot ou l'immunofluorescence.

## Différents types d'étiquette protéique

### Étiquettes d'affinité
Ce sont des étiquettes utilisées pour ajouter à une protéine d'intérêt une partie permettant leur purification par chromatographie d'affinité. Les étiquettes d'affinité les plus utilisées sont His-tag, Glutathion S-transférase (GST) et la maltose binding protein (MBP).
exemples :
- Étiquettes poly-histidine, pentaHis (5 histidines) ou sixHis (6 histidines) qui sont des peptides chélateurs à haute affinité des cations cobalt et nickel[7].
- Etiquette FLAG ou FLAG-tag en anglais (DYKDDDK)[8],[9].
- Glutathion S-transférase (étiquette de nature protéique à 220 acides aminés)[10], cette protéine possède une affinité pour le glutathion, ce qui lui permet de l'immobiliser.
- maltose binding protein-Tag[11].
- Calmodulin Binding Peptide[12],[13] (étiquette de 26 acides aminés).
- Protéine A[14].
- Spot-tag, petite étiquette de 12 acides aminés[15].
- Strep-tag, petite étiquette pour les repliements natifs de la protéine d'intérêt[16],[17].
- CRDSat[6].
- ABP (grande étiquette de 137 acides aminés) : C'est une protéine de liaison à l'albumine[18] capable d'augmenter la stabilité protéique de la protéine de fusion afin d'augmenter son expression.
- Alkaline phosphatase (AP)[19](grande étiquette de 444 acides aminés).
- AviTag, petite étiquette de 15 acides aminés, est un peptide biotinylable (par l'enzyme BirA) permettant la liaison à la streptavidine.
- AU1 epitope (Monoclonal antibodies) (DTYRYI).
- AU5 epitope (TDFYLK).
- T7-tag ou Bacteriophage T7 epitope[18] (MASMTGGQQMG)
- Biotin-carboxy carrier protein ou BCCP (grande étiquette de 100 acides aminés).
- Bluetongue virus tag ou B-tag (QYPALT)[20].
- Cellulose binding domain ou CBP (grande étiquettes pouvant aller de 27 à 189 acides aminés).
- Chloramphenicol Acetyl Transferase ou CAT (grande étiquette de 218 acides aminés).
- Chitin binding domain ou CBD (étiquette de 51 acides aminés)[21].
- Choline binding domain (CBD) (grande étiquette de 145 acides aminés).
- Glu-Glu ou EE-tag (EYMPME ou EFMPME).
- Arg-tag (polyarginine)[22].
- Asp-tag (polyaspartate).
- Cys-tag (polycystéine)[23].
- Phe-tag (polyphénilalanine).
- VSV-G (Vesicular stomatitis virus G glycoprotein)[24].
- TAP (tandem affinity purification)[25].

### Étiquettes de solubilisation
Ce sont des étiquettes permettant d'améliorer la solubilité de certaines protéines recombinantes.
- Thiorédoxine (Trx)[26].
- Maltose-Binding protein[11].
- NANP (N-acetylneuraminic acid phosphatase)[27].
- Chloramphenicol Acetyl Transferase (CAT)[1][28].
- Galactose binding protein (GBP)[18].
- Ubiquitine, étiquettes de 76 acide aminés servant de marqueur de protéines à éliminer[29].
- SUMO (small ubiquitin-like modifier)[30].

### Étiquettes fluorescentes
Les étiquettes fluorescentes sont des séquences protéiques qui peuvent être fusionnées à une protéine d’intérêt pour la rendre fluorescente et permettre sa visualisation in vivo et in vitro. on trouve différentes étiquettes disponibles, y compris les protéines intrinsèquement fluorescentes et les protéines dont la fluorescence dérive de la liaison de fluorophores endogènes ou exogènes. Ils peuvent aussi permettre de mesurer l'abondance d'une protéine dans des cellules. Ces étiquettes, comme la GFP et ses variantes, sont les étiquettes de fluorescence les plus couramment utilisées. Les applications plus avancées de GFP incluent son utilisation en tant que rapporteur de pliage (fluorescent si plié, incolore sinon),.
- GFP (220 acides aminés), RFP, CFP, YFP[33].
- FlAsH-EDT2  (fluorescin arsenical hairpin binder-ethanedithiol)[34].